# Чжан Їмен
Чжан Їмен (22 жовтня 1983) — китайська хокеїстка на траві.
Срібна призерка Олімпійських Ігор 2008 року, учасниця 2004, 2012 років.
Переможниця Азійських ігор 2006, 2010 років.
Срібна призерка Трофею чемпіонів 2003 року.
Срібна призерка Азійського Трофею чемпіонів 2011 року.